# Resolutie 495 Veiligheidsraad Verenigde Naties
Resolutie 495 van de Veiligheidsraad van de Verenigde Naties werd unaniem aangenomen door
de vijftien leden. Dat gebeurde op de 2313de vergadering van de Veiligheidsraad op 14 december 1981.

## Achtergrond
In 1964 stationeerden de Verenigde Naties de UNFICYP-vredesmacht op Cyprus nadat geweld was uitgebroken op het eiland. Het mandaat van die vredesmacht werd telkens opnieuw verlengd.

## Inhoud
De Veiligheidsraad:
- Neemt nota van het rapport van de secretaris-generaal over de VN-operatie in Cyprus.
- Bemerkt de overeenstemming tussen de partijen om de VN-vredesmacht met zes maanden te verlengen.
- Bemerkt het akkoord van de Cypriotische overheid om de macht na 15 december te behouden.
- Herbevestigt resolutie 186 (1964).
- Herhaalt zijn steun aan het tienpuntenakkoord voor de hervatting van de gesprekken.

1. Verlengt nogmaals de VN-vredesmacht in Cyprus voor een verdere periode tot 15 juni 1982.
2. Is tevreden dat de gesprekken werden hervat onder het tienpuntenakkoord.
3. Vraagt de secretaris-generaal zijn missie voort te zetten, de Raad op de hoogte te houden en tegen 31 mei 1982 te rapporteren.

## Verwante resoluties
- Resolutie 482 Veiligheidsraad Verenigde Naties
- Resolutie 486 Veiligheidsraad Verenigde Naties
- Resolutie 510 Veiligheidsraad Verenigde Naties
- Resolutie 526 Veiligheidsraad Verenigde Naties

Lijst ·  485 ·  486 ·  487 ·  488 ·  489 ·  490 ·  491 ·  492 ·  493 ·  494 ·  495 ·  496 ·  497 ·  498 ·  499